# Felipe Caparrós
Felipe Caparrós Rosain o Felip Caparrós i Rosain (Cataluña, 1900-¿?, marzo de 1959) fue un compositor de zarzuelas, pianista y director de orquesta español.
Compuso más de una decena de partituras para revistas y zarzuelas con libretos en castellano o en catalán que fueron estrenadas durante los años 20 y 30 del siglo XX, fundamentalmente en los teatros del Paralelo de Barcelona. Colaboró en alguna de ellas con el compositor Isidro Roselló. Además, fue miembro de la Junta de la Agrupación Española de Maestros Directores, ocupando el puesto de vicesecretario en 1921.
Tras la guerra civil española está documentada su actividad musical en la ciudad brasileña de Recife, donde trabajó como director de orquesta en las emisoras Rádio Clube de Pernambuco y Rádio Tamandaré.

## Composiciones teatrales (selección)
- Portfolio del Teatro Nuevo. Revista. Libreto: M. Prats, Josep Santpere y Leopoldo Giménez Blat. Estrenada en el Teatro Nuevo, Barcelona. Diciembre 1917
- Barcelona en rodolins, vista per fora i per dins. Revista en 1 acto. Libreto: Enrique Tubau Perelló y Luis Angulo. Estrenada en el Teatro Cómico, Barcelona. 11 de agosto de 1923
- Els ganduls d'en Targarona. Sarsuela en 2 actos. Libreto: Luis Planas de Taberne. Estrenada en Barcelona. Octubre 1923
- No hi ha res com Barcelona!. Revista en 1 acto. Libreto: Leopoldo Giménez Blat y Eugenio Rodríguez Arias. Música en colaboración con Isidro Roselló. Estrenada en el Teatro Nuevo, Barcelona. 18 de marzo de 1925
- Fiat-Lux. Revista en 2 actos. Libreto: Armando Oliveros Millán, Pedro Puche Lorenzo y Salvador Valverde. Música en colaboración con Isidro Roselló. Estrenada en Barcelona. Mayo 1925
- La taverna d'en Mallol. Impressió lírico-dramàtica en un acto, dividido en dos cuadros (inspirada en la popular Cançó de la Taverna de Apeles Mestres). Libreto: Víctor Mora Alzinelles. Estrenada en el Teatro Nuevo, Barcelona. 19 de abril de 1930
- La revolta. Episodi líric en 2 actos, el segundo dividido en 3 cuadros. Libreto: Víctor Mora Alzinelles. Estrenado en el Teatro Nuevo, Barcelona. 31 de mayo de 1930